# Harriet Hunt
Harriet Hunt est une joueuse d'échecs anglaise née le 4 février 1978 à Oxford. Championne de Grande-Bretagne à quatre reprises et championne du monde junior en 1997, elle a reçu les titres de grand maître international féminin (en 1998) et de maître international (mixte) en 1999.
Au 1er novembre 2016, elle est la première joueuse britannique avec un classement Elo de 2 440.

## Biographie
Harriet Hunt est née à Oxford, où elle fréquente la Oxford High School. Elle fait ses études universitaires à St John's College, à Cambridge, où elle obtient sa licence en 2000.

## Compétitions par équipe
Harriet Hunt a représenté l'Angleterre lors de six olympiades de 1994 à 2004, remportant  une médaille d'argent individuelle au deuxième échiquier en 1998.
Elle a participé à quatre championnat d'Europe par équipe de 1997 à 2003, remportant deux médailles de bronze par équipe (en 1997 et 2001) et une médaille d'or individuelle au premier échiquier en 1999.